# 麥氏蝴蝶魚
麥氏蝴蝶魚，俗名黑斜紋蝶，為輻鰭魚綱鱸形目蝴蝶魚科的其中一種。

## 分布
本魚分布於印度太平洋區，包括東非、南非、馬達加斯加、留尼旺、塞席爾群島、模里西斯、馬爾地夫、斯里蘭卡、聖誕島、印度、台灣、日本、泰國、澳洲、印尼、菲律賓、馬紹爾群島、密克羅尼西亞、馬里亞納群島、新幾內亞、帛琉、夏威夷群島、吉里巴斯、東加、法屬波里尼西亞、加拉巴哥群島等海域。

## 深度
水深2至25公尺。

## 特徵
體極側扁，吻小，突出。頭部具黑眼帶；幼魚體側據6條黑色細斜線，隨著成長轉變為數條半圓型環狀紋；各鰭則為黃底上具黑色條紋。背鰭硬棘12至13枚、背鰭軟條23至25枚；臀鰭硬棘3枚；臀鰭軟條18至20枚。體長可達20公分。

## 生態
棲息在珊瑚礁區，較怕冷，幼魚以珊瑚叢為家，靠珊瑚保護；成魚常成對於珊瑚茂盛區活動，具有一定「家」的範圍，甚少離開珊瑚。肉食性，以珊瑚蟲為主食。

## 經濟利用
為色彩鮮豔的觀賞魚。

## 扩展阅读
維基物種上的相關：麥氏蝴蝶魚